# Wuli (sockenhuvudort i Kina, Hubei Sheng, lat 29,90, long 110,34)
Wuli är en sockenhuvudort i Kina. Den ligger i provinsen Hubei, i den centrala delen av landet, omkring 390 kilometer väster om provinshuvudstaden Wuhan. Antalet invånare är 17 318. Befolkningen består av 8 308 kvinnor och 9 010 män. Barn under 15 år utgör 14,0 %, vuxna 15-64 år 71 %, och äldre över 65 år 13,0 %.
Runt Wuli är det ganska tätbefolkat, med 80 invånare per kvadratkilometer. Närmaste större samhälle är Baiguo, 10,8 km öster om Wuli. I omgivningarna runt Wuli växer i huvudsak blandskog.
Genomsnittlig årsnederbörd är 1 679 millimeter. Den regnigaste månaden är september, med i genomsnitt 288 mm nederbörd, och den torraste är december, med 16 mm nederbörd.